# Swiss Post
Swiss Post (Frans: La Poste Suisse, Italiaans: La Posta Svizzera, Duits: Die Schweizerische Post, Reto-Romaans: La Posta Svizra) is een Zwitsers postbedrijf, en is de nationale postdienst van Zwitserland. Het bedrijf is een naamloze vennootschap in handen van de Zwitserse Confederatie. Het land is de tweede grootste werkgever na Migros (Federatie van Migros Cooperatives). Het hoofdkantoor is gevestigd in Bern.